# Đại dịch COVID-19 tại Châu Phi
Đại dịch COVID-19 được xác nhận đã lan sang châu Phi vào ngày 14 tháng 2 năm 2020. Ca bệnh được xác nhận đầu tiên là ở Ai Cập, và trường hợp được xác nhận đầu tiên ở châu Phi Hạ Sahara là ở Nigeria. Hầu hết các ca bệnh nhập khẩu được xác định đã đến từ châu Âu và Hoa Kỳ chứ không phải từ Trung Quốc. Hầu hết các ca bệnh được báo cáo là từ bốn quốc gia: Nam Phi, Maroc, Ai Cập và Algérie, nhưng người ta tin rằng có báo cáo dưới mức phổ biến ở các quốc gia châu Phi khác có hệ thống chăm sóc y tế kém phát triển. Tính đến hết ngày 13 tháng 4 năm 2024, 4 quốc gia có số ca mắc COVID-19 cũng như có số ca tử vong cao nhất là Nam Phi, Tunisia, Ai Cập và Maroc.
Các chuyên gia đã lo lắng về việc COVID-19 lan sang châu Phi, bởi vì các hệ thống chăm sóc sức khỏe trên lục địa này không đầy đủ, có vấn đề như thiếu thiết bị, thiếu kinh phí, đào tạo nhân viên y tế không đủ và truyền tải dữ liệu không hiệu quả. Người ta sợ rằng đại dịch có thể khó kiểm soát ở châu Phi và có thể gây ra những vấn đề kinh tế lớn nếu nó lan rộng. Tính đến ngày 18 tháng 4 năm 2020, nguồn cung máy thở ở hầu hết châu Phi đều thấp: 41 quốc gia chỉ có 2.000 máy thở, và 10 quốc gia không có máy thở. Ngay cả các nguồn cung cấp cơ bản như xà phòng và nước cũng có thể bị thiếu hụt ở các phần của lục địa này.
Matshidiso Moeti thuộc Tổ chức Y tế Thế giới cho biết, việc rửa tay và xa vật lý có thể là thách thức ở một số nơi ở Châu Phi. Việc phong tỏa là không thể, và những thách thức có thể trở nên trầm trọng hơn do sự phổ biến của các bệnh như sốt rét, HIV, bệnh lao và bệnh tả. Các cố vấn nói rằng một chiến lược dựa trên thử nghiệm có thể cho phép các nước châu Phi giảm thiểu việc phong tỏa mà sẽ gây khó khăn rất lớn cho những người phụ thuộc vào thu nhập kiếm được hàng ngày để có thể nuôi sống bản thân và gia đình. Ngay cả trong kịch bản tốt nhất, Liên Hợp Quốc cho biết 74 triệu bộ dụng cụ thử nghiệm và 30.000 máy thở sẽ cần thiết cho 1,3 tỷ người của lục địa này vào năm 2020. Tổ chức Y tế Thế giới đã giúp nhiều quốc gia trên lục địa thành lập các phòng thí nghiệm để xét nghiệm COVID-19.  Matshidiso Moeti của WHO cho biết: "Chúng tôi cần kiểm tra, theo dõi, phân lập và điều trị. Nhiều biện pháp phòng ngừa đã được thực hiện ở các quốc gia khác nhau ở Châu Phi, bao gồm hạn chế đi lại, hủy chuyến bay, hủy bỏ sự kiện,  đóng cửa trường học và đóng cửa biên giới. Các chuyên gia nói rằng kinh nghiệm chiến đấu với Ebola đã giúp một số quốc gia tại đây chuẩn bị cho COVID-19.
Vào ngày 13 tháng 5 năm 2020, Lesotho trở thành quốc gia có chủ quyền châu Phi cuối cùng báo cáo có ca nhiễm COVID-19; không có trường hợp nào được báo cáo ở Lãnh thổ phía Nam thuộc Pháp.  
Tính đến hết ngày 13 tháng 4 năm 2024, Nam Phi đứng đầu về số ca mắc COVID-19 cũng như đứng đầu về số ca tử vong với hơn 4 triệu ca và hơn 102,000 ca tử vong.

## Đại dịch theo quốc gia
| Quốc gia             | Ngày phát hiện | Xác nhận   | Tử vong | Bài viết chính                             | Tham khảo     |
| -------------------- | -------------- | ---------- | ------- | ------------------------------------------ | ------------- |
| Nam Phi              | 5-3-2020       | 4,076,463  | 102,595 | Đại dịch COVID-19 tại Nam Phi              | [ 16 ]        |
| Maroc                | 2-3-2020       | 1,278,992  | 16,303  | Đại dịch COVID-19 tại Maroc                | [ 17 ]        |
| Tunisia              | 2-3-2020       | 1,153,361  | 29,423  | Đại dịch COVID-19 tại Tunisia              | [ 18 ]        |
| Ai Cập               | 14-2-2020      | 516,023    | 24,613  | Đại dịch COVID-19 tại Ai Cập               | [ 19 ]        |
| Libya                | 24-3-2020      | 507,274    | 6,437   | Đại dịch COVID-19 tại Libya                | [ 20 ]        |
| Ethiopia             | 13-3-2020      | 501,157    | 7,574   | Đại dịch COVID-19 tại Ethiopia             | [ 21 ]        |
| Réunion              | 11-3-2020      | 494,595    | 921     | Đại dịch COVID-19 tại Réunion              |               |
| Zambia               | 18-3-2020      | 349,304    | 4,069   | Đại dịch COVID-19 tại Zambia               | [ 22 ]        |
| Kenya                | 13-3-2020      | 344,130    | 5,689   | Đại dịch COVID-19 tại Kenya                | [ 23 ]        |
| Botswana             | 30-3-2020      | 330,638    | 2,801   | Đại dịch COVID-19 tại Botswana             | [ 24 ]        |
| Algérie              | 25-2-2020      | 272,010    | 6,881   | Đại dịch COVID-19 tại Algérie              | [ 25 ]        |
| Nigeria              | 27-2-2020      | 267,188    | 3,155   | Đại dịch COVID-19 tại Nigeria              | [ 26 ]        |
| Zimbabwe             | 20-3-2020      | 266,359    | 5,740   | Đại dịch COVID-19 tại Zimbabwe             | [ 27 ]        |
| Mozambique           | 22-1-2020      | 233,731    | 2,250   | Đại dịch COVID-19 tại Mozambique           | [ 28 ]        |
| Namibia              | 14-3-2020      | 172,389    | 4,106   | Đại dịch COVID-19 tại Namibia              | [ 29 ]        |
| Uganda               | 20-3-2020      | 172,149    | 3,632   | Đại dịch COVID-19 tại Uganda               | [ 30 ] [ 31 ] |
| Ghana                | 13-3-2020      | 171,889    | 1,462   | Đại dịch COVID-19 tại Ghana                | [ 32 ]        |
| Rwanda               | 14-3-2020      | 133,518    | 1,468   | Đại dịch COVID-19 tại Rwanda               | [ 33 ] [ 34 ] |
| Cameroon             | 6-3-2020       | 125,379    | 1,974   | Đại dịch COVID-19 tại Cameroon             | [ 35 ] [ 36 ] |
| Angola               | 19-3-2020      | 107,327    | 1,937   | Đại dịch COVID-19 tại Angola               | [ 37 ]        |
| CHDC Congo           | 10-3-2020      | 99,338     | 1,468   | Đại dịch COVID-19 tại CHDC Congo           | [ 38 ] [ 39 ] |
| Malawi               | 2-4-2020       | 89,535     | 2,686   | Đại dịch COVID-19 tại Malawi               | [ 40 ]        |
| Sénégal              | 2-3-2020       | 89,053     | 1,971   | Đại dịch COVID-19 tại Sénégal              | [ 41 ]        |
| Bờ Biển Ngà          | 11-3-2020      | 88,384     | 835     | Đại dịch COVID-19 tại Bờ Biển Ngà          | [ 42 ] [ 43 ] |
| Eswatini             | 14-3-2020      | 75,191     | 1,427   | Đại dịch COVID-19 tại Eswatini             | [ 44 ]        |
| Madagascar           | 20-3-2020      | 68,486     | 1,426   | Đại dịch COVID-19 tại Madagascar           | [ 45 ] [ 46 ] |
| Cabo Verde           | 20-3-2020      | 64,477     | 417     | Đại dịch COVID-19 tại Cabo Verde           | [ 47 ]        |
| Sudan                | 13-3-2020      | 63,993     | 5,046   | Đại dịch COVID-19 tại Sudan                | [ 48 ]        |
| Mauritanie           | 14-3-2020      | 63,848     | 997     | Đại dịch COVID-19 tại Mauritanie           | [ 49 ] [ 50 ] |
| Burundi              | 31-3-2020      | 54,721     | 38      | Đại dịch COVID-19 tại Burundi              | [ 51 ]        |
| Seychelles           | 14-3-2020      | 51,220     | 172     | Đại dịch COVID-19 tại Seychelles           | [ 52 ] [ 53 ] |
| Gabon                | 13-3-2020      | 49,051     | 307     | Đại dịch COVID-19 tại Gabon                | [ 54 ]        |
| Tanzania             | 16-3-2020      | 43,223     | 846     | Đại dịch COVID-19 tại Tanzania             | [ 55 ] [ 56 ] |
| Mauritius            | 18-3-2020      | 43,025     | 1,051   | Đại dịch COVID-19 tại Mauritius            | [ 57 ] [ 58 ] |
| Mayotte              | 14-3-2020      | 42,027     | 188     | Đại dịch COVID-19 tại Mayotte              |               |
| Togo                 | 6-3-2020       | 39,572     | 290     | Đại dịch COVID-19 tại Togo                 | [ 59 ]        |
| Guinée               | 13-3-2020      | 38,572     | 468     | Đại dịch COVID-19 tại Guinée               | [ 60 ]        |
| Lesotho              | 13-4-2020      | 36,138     | 723     | Đại dịch COVID-19 tại Lesotho              | [ 61 ]        |
| Mali                 | 25-3-2020      | 33,164     | 743     | Đại dịch COVID-19 tại Mali                 | [ 62 ]        |
| Bénin                | 16-3-2020      | 28,036     | 163     | Đại dịch COVID-19 tại Bénin                | [ 63 ] [ 64 ] |
| Somalia              | 16-3-2020      | 27,334     | 1,361   | Đại dịch COVID-19 tại Somalia              | [ 65 ]        |
| Cộng hoà Congo       | 14-3-2020      | 25,375     | 386     | Đại dịch COVID-19 tại CH Congo             | [ 66 ] [ 67 ] |
| Burkina Faso         | 10-3-2020      | 22,114     | 400     | Đại dịch COVID-19 tại Burkina Faso         | [ 68 ]        |
| Nam Sudan            | 5-4-2020       | 18,819     | 147     | Đại dịch COVID-19 tại Nam Sudan            | [ 69 ] [ 70 ] |
| Guinea Xích Đạo      | 14-3-2020      | 17,229     | 183     | Đại dịch COVID-19 tại Guinea Xích Đạo      | [ 71 ]        |
| Djibouti             | 18-3-2020      | 15,690     | 189     | Đại dịch COVID-19 tại Djibouti             | [ 72 ]        |
| Trung Phi            | 14-3-2020      | 15,440     | 113     | Đại dịch COVID-19 tại Cộng hòa Trung Phi   | [ 73 ] [ 74 ] |
| Gambia               | 17-3-2020      | 12,626     | 372     | Đại dịch COVID-19 tại Gambia               | [ 75 ]        |
| Eritrea              | 21-3-2020      | 10,189     | 103     | Đại dịch COVID-19 tại Eritrea              | [ 76 ]        |
| Niger                | 19-3-2020      | 9,931      | 312     | Đại dịch COVID-19 tại Niger                | [ 77 ] [ 78 ] |
| Guiné-Bissau         | 25-3-2020      | 9,614      | 177     | Đại dịch COVID-19 tại Guiné-Bissau         | [ 79 ] [ 80 ] |
| Comoros              | 30-4-2020      | 9,109      | 161     | Đại dịch COVID-19 tại Comoros              | [ 81 ]        |
| Liberia              | 16-3-2020      | 8,090      | 295     | Đại dịch COVID-19 tại Liberia              | [ 82 ] [ 83 ] |
| Sierra Leone         | 31-3-2020      | 7,779      | 126     | Đại dịch COVID-19 tại Sierra Leone         | [ 84 ]        |
| Tchad                | 19-3-2020      | 7,701      | 194     | Đại dịch COVID-19 tại Tchad                | [ 85 ]        |
| São Tomé và Príncipe | 6-4-2020       | 6,778      | 80      | Đại dịch COVID-19 tại São Tomé và Príncipe | [ 86 ]        |
| Saint Helena         | 7-9-2020       | 2,166      | 0       | Đại dịch COVID-19 tại Saint Helena         | [ 87 ] [ 88 ] |
| Tây Sahara           | 4-4-2020       | 10         | 1       | Đại dịch COVID-19 tại Tây Sahara           | [ 89 ]        |
| Tổng số              |                | 12,860,924 | 258,892 |                                            |               |

Chú thíchIn nghiêng là vùng lãnh thổ hải ngoại hoặc vùng tự trị.